# Romanas Brazdauskis
Romanas Brazdauskis,  (nacido el 20 de febrero de 1964 en Kretinga, Lituania)  es un  exjugador de baloncesto lituano. Con 2.04 de estatura, su puesto natural en la cancha era el de pívot.

## Trayectoria
- Spartak Leningrado (1985-1986)
- Statyba Vilnius (1986-1987)
- Žalgiris Kaunas (1987-1989)
- Adelaide 36ers (1991-1992)
- Žalgiris Kaunas (1993-1995)
- Inter Bratislava (1996-1997)
- Olimpas Plunge (1997-1998)
- Atletas Kaunas (2000-2001)